# Dopady umělé inteligence na životní prostředí

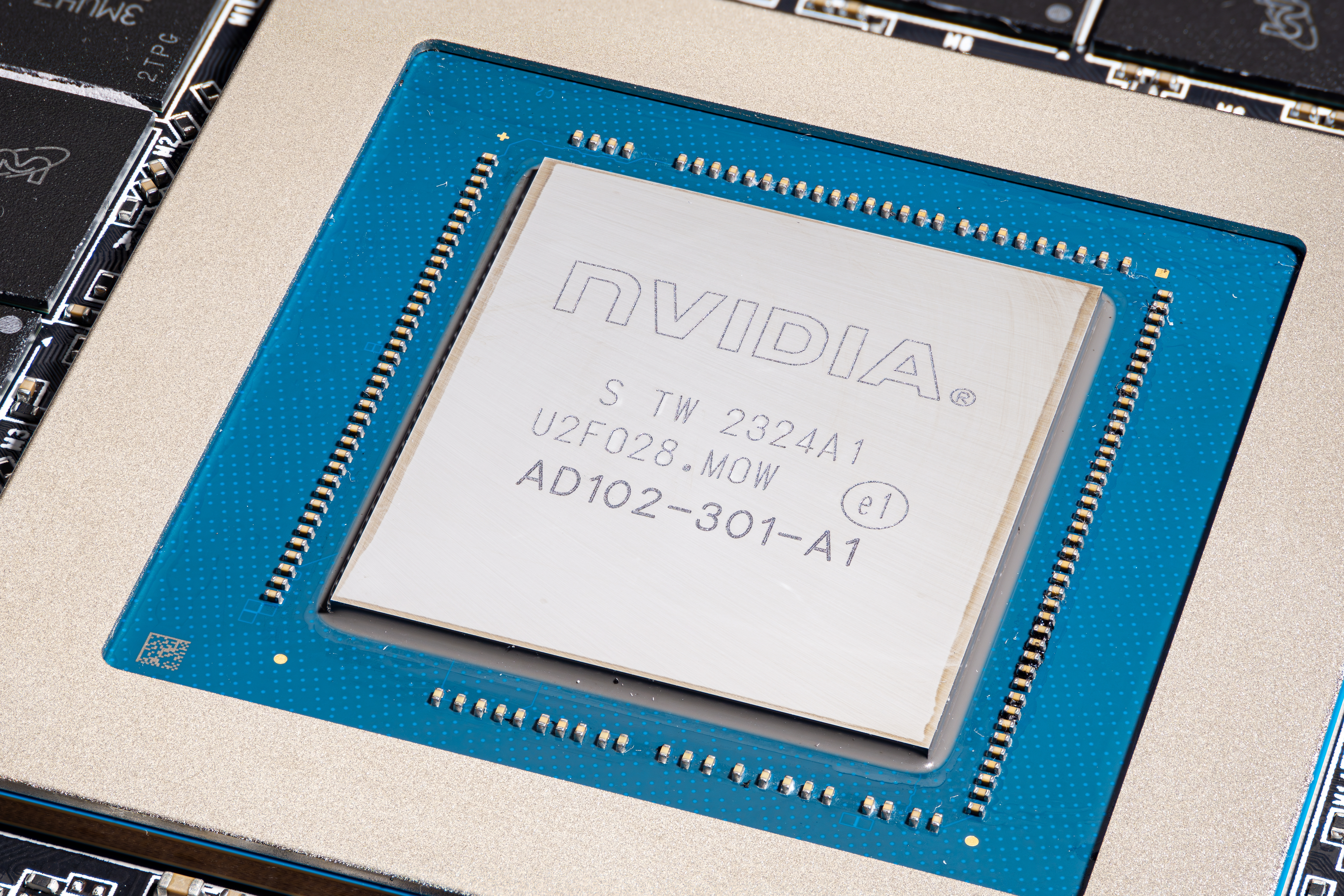
GPU čipy používané v umělé inteligenci vyžadují více energie a chlazení než tradiční CPU čipy

Dopady umělé inteligence (AI) na životní prostředí jsou komplexní a mnohostranné a zahrnují jak významná rizika, tak i značné příležitosti. S dalším vývojem technologií umělé inteligence je nezbytné, aby zúčastněné strany – včetně výzkumných pracovníků, tvůrců politik a vedoucích představitelů průmyslu – spolupracovaly na vývoji udržitelných postupů a etických směrnic, které upřednostňují péči o životní prostředí. Mnoho metod hlubokého učení má značnou uhlíkovou stopu a spotřebu vody. Na druhou stranu umělá inteligence může poskytnout řešení problémů životního prostředí.

## Negativní vlivy AI na životní prostředí
Nelze přehlížet potenciál umělé inteligence zhoršit stávající environmentální problémy. Nordgren Nordgren (2022) se zabývá Etickými důsledky závislosti UI na fosilních palivech pro výrobu energie může být stav, který může bránit úsilí v boji proti změně klimatu. Zakořeněné technologické systémy mohou vytvářet překážky pro snižování emisí uhlíku, což komplikuje přechod k udržitelným postupům. Tuto situaci formulovali Robbins a Wynsberghe jako koncept uhlíkového uzamčení.

### Uhlíková stopa
Umělá inteligence má významnou uhlíkovou stopu kvůli rostoucí spotřebě energie, jak v procesu tréninku (učení), tak i v procesu používání. Výzkumníci tvrdí, že při snaze pochopit dopad umělé inteligence by se měla brát v úvahu uhlíková stopa modelů umělé inteligence během tréninku. Studie naznačuje, že do roku 2027 by se náklady na energii pro umělou inteligenci mohly zvýšit na 85–134 TWh, což je téměř 0,5 % veškeré současné spotřeby energie. Trénink jednoho modelu hlubokého učení může spotřebovat až stejnou uhlíkovou stopu jako emise 5 automobilů za celou dobu životnosti. Trénování velkých jazykových modelů (LLM) a dalších generativních modelů umělé inteligence obecně vyžaduje mnohem více energie ve srovnání se spuštěním jedné predikce na natrénovaném modelu, opakované používání natrénovaného modelu však může energetické náklady na predikce snadno znásobit. Výpočet potřebný k trénování nejpokročilejších modelů umělé inteligence se v průměru zdvojnásobí každých 3,4 měsíce, což vede k exponenciální spotřebě energie a výsledné uhlíkové stopě. Je tedy třeba zvažovat rovnováhu mezi environmentálními náklady AI a jejími potenciálními přínosy v oblasti zvyšování energetické účinnosti a řízení zdrojů.
BERT, generativní model AI vycvičený v roce 2019, spotřeboval „energii zpátečního transkontinentálního letu“. GPT-3 během tréninku vypustil do atmosféry 552 tun oxidu uhličitého, což „odpovídá 123 osobním automobilům s benzinovým motorem, které jezdily po dobu jednoho roku.“ Velká část energetických nákladů je způsobena neefektivními architekturami modelů a procesorů. Jeden z modelů s názvem BLOOM od společnosti Hugging Face trénoval s efektivnějšími čipy, a proto uvolnil pouze 25 metrických tun CO2. Započtení energetických nákladů na výrobu čipů pro tento systém zdvojnásobilo uhlíkovou stopu na „ekvivalent přibližně 60 letů mezi Londýnem a New Yorkem“. Odhaduje se, že denní provoz modelu BLOOM uvolní uhlíkovou stopu ekvivalentní ujetí 86 km autem.
Také algoritmy, které mají nižší nároky na energii, ale jsou spouštěny milionkrát denně, mohou mít také značnou uhlíkovou stopu. „Integrace umělé inteligence do vyhledávačů by mohla výrazně znásobit náklady na energii, podle některých odhadů by tím náklady na energii vzrostly na téměř 30 miliard kWh ročně, což je energetická stopa větší než mnoha států“. Jiný odhad tvrdí, že integrace ChatGPT do každého vyhledávacího dotazu Google by ročně spotřebovala 10 TWh, což odpovídá roční spotřebě energie 1,5 milionu obyvatel Evropské unie.
Zvýšené výpočetní nároky umělé inteligence způsobily zvýšenou spotřebu vody i energie, což vedlo k podstatně vyšším nárokům na rozvodnou síť. Kvůli zvýšeným energetickým nárokům projektů souvisejících s umělou inteligencí se odsunulo uzavření uhelných elektráren v Kansas City a Západní Virginii. Další uhelné elektrárny v oblasti Salt Lake City odsunuly ukončení provozu až o deset let. Ve Virginii i ve Francii se rozhořely debaty o životním prostředí, zda by nemělo být vyhlášeno „moratorium“ na další datová centra. V roce 2024 na Světovém ekonomickém fóru vystoupil výkonný ředitel společnosti OpenAI Sam Altman s projevem, ve kterém uvedl, že odvětví AI může růst pouze tehdy, pokud dojde k zásadnímu technologickému průlomu, který zvýší rozvoj energetiky.
V roce 2024 se společnosti Google nepodařilo dosáhnout klíčových cílů z jejího plánu čisté nuly v důsledku její práce s AI, a měla 48% nárůst emisí skleníkových plynů, který lze přičíst jejímu růstu v oblasti AI. Podobný nárůst uhlíkové stopy, který lze podobně přičíst AI, měly i společnosti Microsoft a Meta. Uhlíková stopa modelů AI závisí na použitém zdroji energie, přičemž datová centra využívající obnovitelnou energii svou stopu snižují. Mnoho technologických společností tvrdí, že kompenzují spotřebu energie nákupem energie z obnovitelných zdrojů, ačkoli někteří odborníci tvrdí, že energetické společnosti jednoduše nahrazují deklarovanou obnovitelnou energii zvýšeným množstvím neobnovitelných zdrojů pro své ostatní zákazníky. Analýza uhlíkové stopy modelů AI zůstává obtížně zjistitelná, protože jsou agregovány jako součást uhlíkové stopy datových center a některé modely mohou pomáhat snižovat uhlíkovou stopu jiných odvětví, nebo kvůli rozdílům ve vykazování ze strany společností.
Některé aplikace ML, například pro objevování a průzkum fosilních paliv, mohou zhoršovat změnu klimatu. Využití AI pro personalizovaný online marketing může také vést ke zvýšené spotřebě zboží, což by také mohlo zvýšit globální emise.

### Využívání energie a energetická účinnost
Významným problémem je spotřeba energie spojená s tréninkem a nasazením umělé inteligence mohou která může přispívat ke změně klimatu, pokud s ní není nakládáno zodpovědně.  Cowls et al. Cowls et al. (2021) tuto problematiku dále rozvádějí s tím, že uhlíková stopa výzkumu AI může být značná, což vyžaduje pečlivou rovnováhu mezi environmentálními náklady AI a jejími potenciálními přínosy v oblasti zvyšování energetické účinnosti a řízení zdrojů.
Čipy umělé inteligence (např. grafické procesory) spotřebovávají více energie a vyzařují více tepla než tradiční procesorové čipy. Modely umělé inteligence s neefektivně implementovanou architekturou nebo vycvičené na méně efektivních čipech mohou spotřebovávat více energie. Od 40. let 20. století se energetická účinnost výpočtů zdvojnásobila každých 1,6 roku. Někteří skeptici tvrdí, že zlepšení účinnosti umělé inteligence může kvůli Jevonsovu paradoxu pouze zvýšit její využití, a tím i uhlíkovou stopu.
V září 2024 společnost Microsoft oznámila dohodu se společností Constellation Energy o znovuotevření jaderné elektrárny Three Mile Island, která bude společnosti Microsoft po dobu 20 let poskytovat 100 % veškeré elektrické energie vyrobené touto elektrárnou. Znovuotevření elektrárny, která v roce 1979 utrpěla částečnou jadernou havárii reaktoru druhého bloku, bude vyžadovat, aby společnost Constellation prošla přísnými regulačními procesy, které budou zahrnovat rozsáhlou bezpečnostní kontrolu ze strany americké jaderné regulační komise. V případě schválení (půjde o vůbec první znovuzprovoznění jaderné elektrárny v USA) bude vyrobeno více než 835 megawattů energie, což postačí pro 800 000 domácností. Náklady na znovuotevření a modernizaci se odhadují na 1,6 miliardy dolarů (USA) a jsou závislé na daňových úlevách pro jadernou energetiku obsažených v americkém zákoně o snížení inflace z roku 2022. Vláda USA a stát Michigan investují do znovuotevření jaderného reaktoru Palisades na Michiganském jezeře téměř 2 miliardy dolarů (USA). Elektrárna je uzavřena od roku 2022, její znovuotevření je plánováno na říjen 2025. Zařízení na ostrově Three Mile Island bude přejmenováno na Crane Clean Energy Center podle Chrise Cranea, zastánce jaderné energetiky a bývalého generálního ředitele společnosti Exelon, který byl zodpovědný za vyčlenění společnosti Exelon ze společnosti Constellation.

### Suroviny
Těžba surovin pro hardware umělé inteligence, jako jsou polovodiče, představuje pro životní prostředí značnou zátěž. Těžba lithia a cínu, které jsou nezbytné pro výrobu polovodičů, s sebou nese značné lidské a ekologické náklady. To zdůrazňuje potřebu kritického zkoumání celého životního cyklu technologií AI, od těžby zdrojů až po jejich nasazení, aby se zmírnily nepříznivé dopady na životní prostředí.

### Spotřeba vody
Chlazení serverů umělé inteligence může vyžadovat velké množství sladké vody, která se odpařuje v chladicích věžích. Do roku 2027 může umělá inteligence spotřebovat až 6,6 miliardy metrů krychlových vody. Jeden profesor odhadl, že průměrná relace na ChatGPT s 10–50 odpověďmi může spotřebovat až půl litru sladké vody. Proces učení GPT-3 mohl spotřebovat 700 000 litrů vody, což odpovídá vodní stopě výroby 320 elektromobilů Tesla.
Jedno datové centrum, jehož výstavbu Microsoft zvažoval poblíž Phoenixu, kvůli rostoucímu využívání umělé inteligence pravděpodobně spotřebovalo až 56 milionů litrů sladké vody ročně, což odpovídá vodní stopě 670 rodin. Microsoft zřejmě kvůli umělé inteligenci zvýšil spotřebu vody o 34 %, zatímco Google kvůli umělé inteligenci zvýšil spotřebu vody o 20 %. Kvůli svému klastru datových center v Iowě byl Microsoft zodpovědný za 6 % spotřeby sladké vody ve městě.

### Elektronický odpad
K emisím může přispívat i e-odpad způsobený výrobou hardwaru s umělou inteligencí. Rychlý rozvoj umělé inteligence může vést také k rychlejšímu vyřazování zařízení, což povede k nárůstu nebezpečného e-odpadu. Některé aplikace umělé inteligence, například pro recyklaci robotů, mohou e-odpad snižovat.

## Pozitivní přínosy AI pro řešení problémů životního prostředí
AI může podpořit dosažení různých cílů udržitelného rozvoje (SDGs) zvýšením efektivity v odvětvích, jako je zemědělství, energetika a nakládání s odpady. Tato dualita dopadu AI – jak prospěšného, tak škodlivého – podtrhuje důležitost vývoje rámců, které řídí její etické a udržitelné využívání. AI může například hrát zásadní roli v udržitelném řízení rybolovu tím, že optimalizuje přidělování zdrojů a monitoruje rybí populace.
AI může usnadnit lepší rozhodovací procesy v městském plánování a přispět k rozvoji inteligentních měst, která optimalizují využívání zdrojů a snižují emise uhlíku. Technologie AI mohou zvýšit udržitelnost městského prostředí zlepšením infrastrukturních služeb a snížením spotřeby zdrojů.

### Využití AI pro zmírňování dopadů změny klimatu
AI má značný potenciál pomoci zmírnit dopady změny klimatu, například prostřednictvím lepších předpovědí počasí, prevence katastrof a sledování počasí. Někteří klimatologové navrhli, že by AI mohla být využita ke zlepšení efektivity systémů, například systémů obnovitelných zdrojů energie. Podel společnosti Google by AI mohla pomoci zmírnit některé dopady změny klimatu, například předpovídat povodně nebo zefektivnit dopravu. Některé algoritmy mohou pomoci předpovídat dopady silnějších hurikánů, měřit tání polárního ledu, odlesňování a pomáhat monitorovat emise ze zdrojů. Jeden z projektů strojového učení, projekt Open Catalyst, byl použit k identifikaci „vhodných levných elektrokatalyzátorů“ pro bateriové úložiště obnovitelných zdrojů energie. Umělá inteligence může také zlepšit efektivitu dodavatelských řetězců a výroby pro odvětví, která škodí životnímu prostředí, jako je potravinářství a rychlá móda.

## Etický rozměr AI
Zásadní je také etický rozměr dopadu umělé inteligence na životní prostředí. Coeckelbergh zdůrazňuje potřebu diskurzu o spravedlnosti a rovnosti při zavádění technologií AI, zejména ve vztahu ke změně klimatu. Je třeba se zabývat potenciálem UI posilovat existující nerovnosti, aby bylo zajištěno, že její přínosy budou spravedlivě rozděleny a nebudou mít nepřiměřený dopad na zranitelné skupiny obyvatel.

## Regulační rámec
Pro zvládnutí těchto složitostí je nezbytný komplexní regulační rámec. Perucica a Andjelković Perucica & Andjelković (2022) se zasazují o Je třeba použít integrovanější přístup k UI a environmentální udržitelnosti a naznačují, je možné, že bude nutné přehodnotit stávající politiky, aby řešily jedinečné výzvy, které technologie AI představují.  Goh a Vinuesa navrhují vytvoření 18. cíle udržitelného rozvoje zaměřeného na digitální technologie, který by mohl poskytnout strukturovaný přístup k využití UI pro udržitelný rozvoj a zároveň zmírnit její dopady na životní prostředí.